# Pryšec dřevnatý
Pryšec dřevnatý (Euphorbia dendroides) je vytrvalá rostlina z oblasti Středomoří, jeden z téměř 2000 druhů rozsáhlého rodu pryšec.

## Popis
Je to 1–3 metry vysoký, hustý keř, zřídka též malý strom, vytvářející charakteristický polokulovitý tvar koruny. Větve jsou lysé, bohatě vidličnatě větvené; v mládí jsou sukulentní, brzy ale dřevnatějí. Listy jsou úzce obkopinaté, přisedlé, sivozelené, o rozměrech zhruba 68 x 8 mm, nahloučené na koncích větví. Raší na podzim, před létem se zbarvují do červena a posléze opadávají. Květy s okrouhlými či vejčitými listenci pod cyathii jsou uspořádány v květenství lichookolíku, jejich nektariové žlázky jsou zaokrouhlené se dvěma krátkými rohy na krajích, žluté, posléze se barvící do červena. Druh kvete od března do června, plodem jsou tobolky.
Ze všech částí rostliny prýští při poranění jedovatý bílý latex. Ploidie je 2n = 18.

## Rozšíření a ekologie
Pryšec dřevnatý je rozšířen ve většině Mediteránu, nejvíce v jeho střední části zhruba od Baleár po západní Turecko, a také na ostrovech Makaronésie. Vyrůstá zde na otevřených, plně osluněných prostranstvích, na suchých kamenitých skalách i v nižších křovinách (makchii), převážně v blízkosti moře, v nadmořské výšce 0–600 m. Preferuje vápnité půdy.
Je rostlinou, jejíž životní cyklus je dobře adaptován na středomořské klima. Období hlavní vegetace je od podzimu do jara, kdy společně s odkvětem a zráním plodů vadnou a opadávají listy; horké a suché léto tráví v bezlistém stavu ve vegetačním klidu a opětovně obráží počátkem podzimu.

## Využití
V klimaticky vhodných oblastech je využíván jako okrasná rostlina; takto byl introdukován například do Austrálie nebo do Kalifornie, kde i zdomácněl. Vzhledem k jeho velké náročnosti na světlo a citlivosti na mráz jej ve středoevropských podmínkách lze pěstovat pouze velmi omezeně jako kbelíkovou rostlinu přezimující v dostatečně prosluněném skleníku; těžko přitom snáší dlouhodobější pokles teplot pod 10 °C.

## Galerie

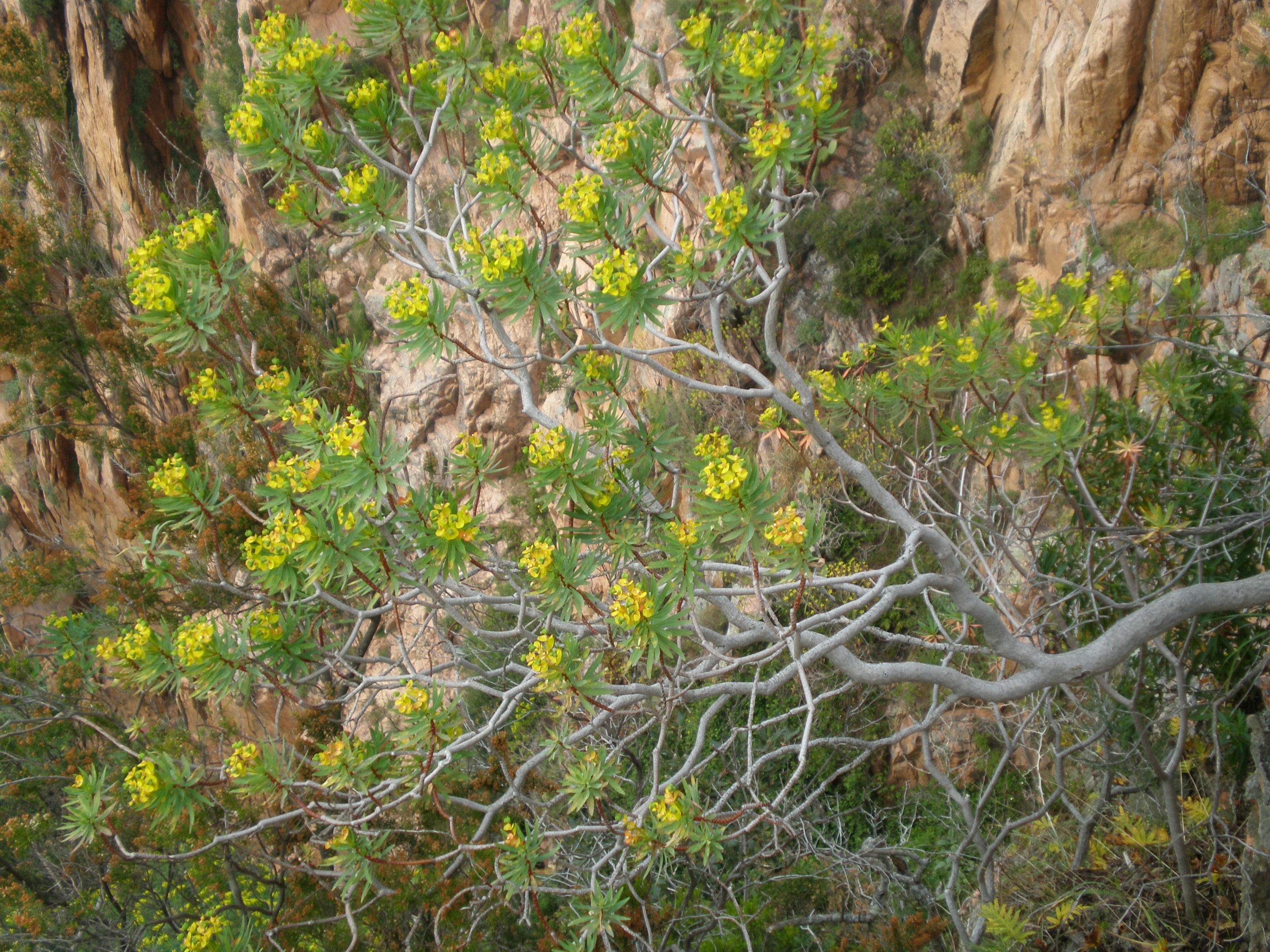
Kvetoucí větev
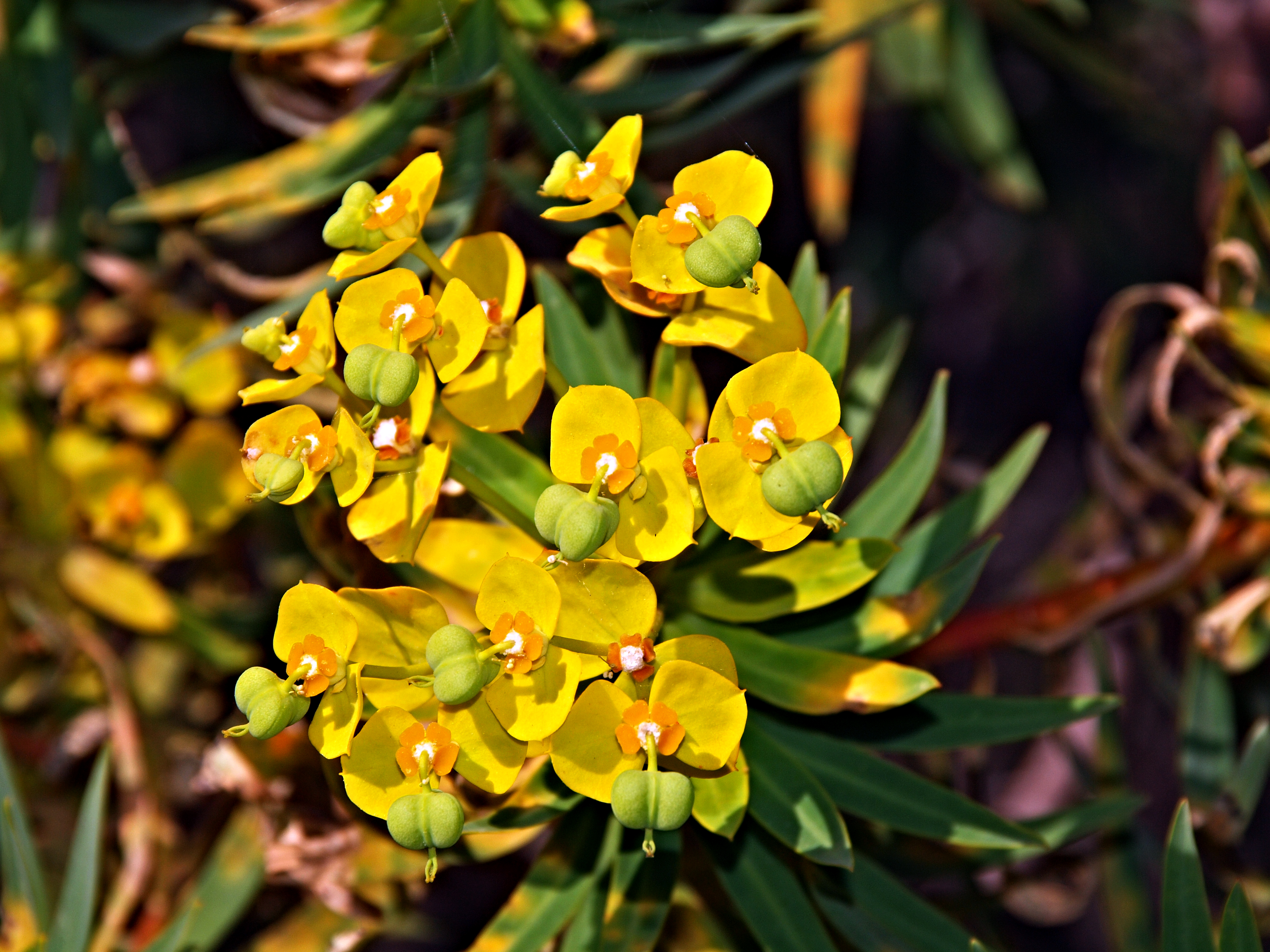
Detail květu
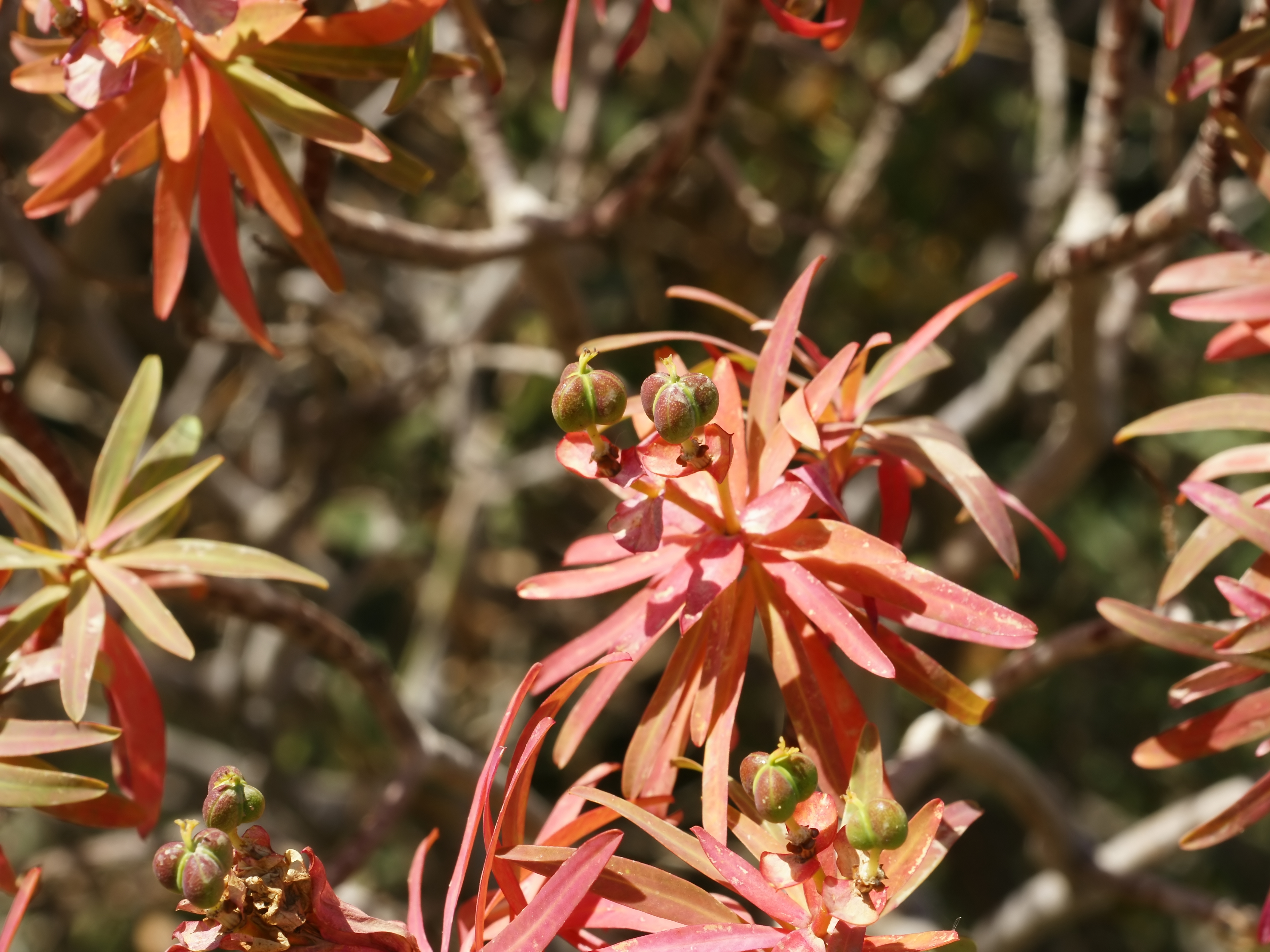
Dozrávající tobolky
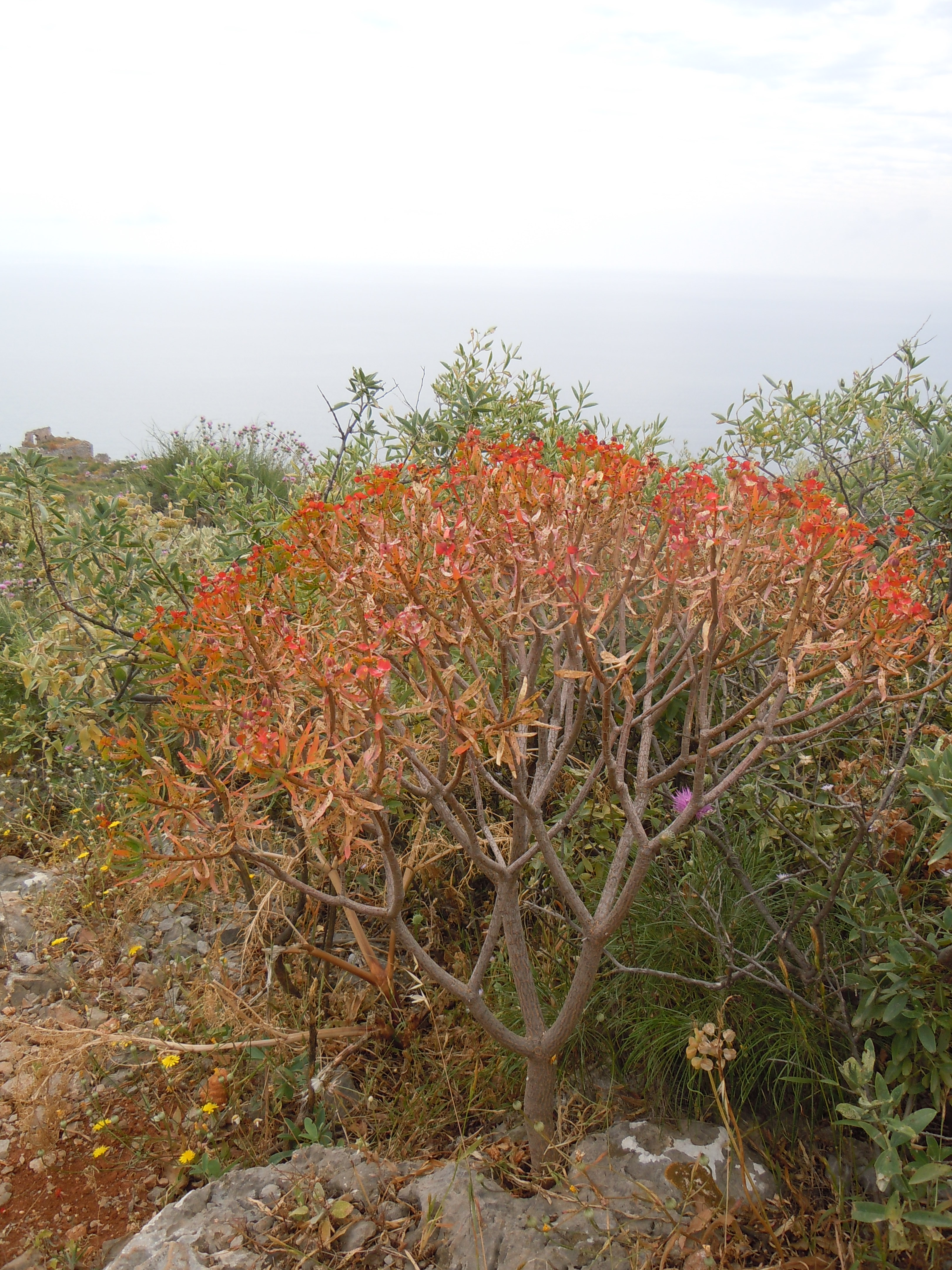
Zbarvení na konci jara
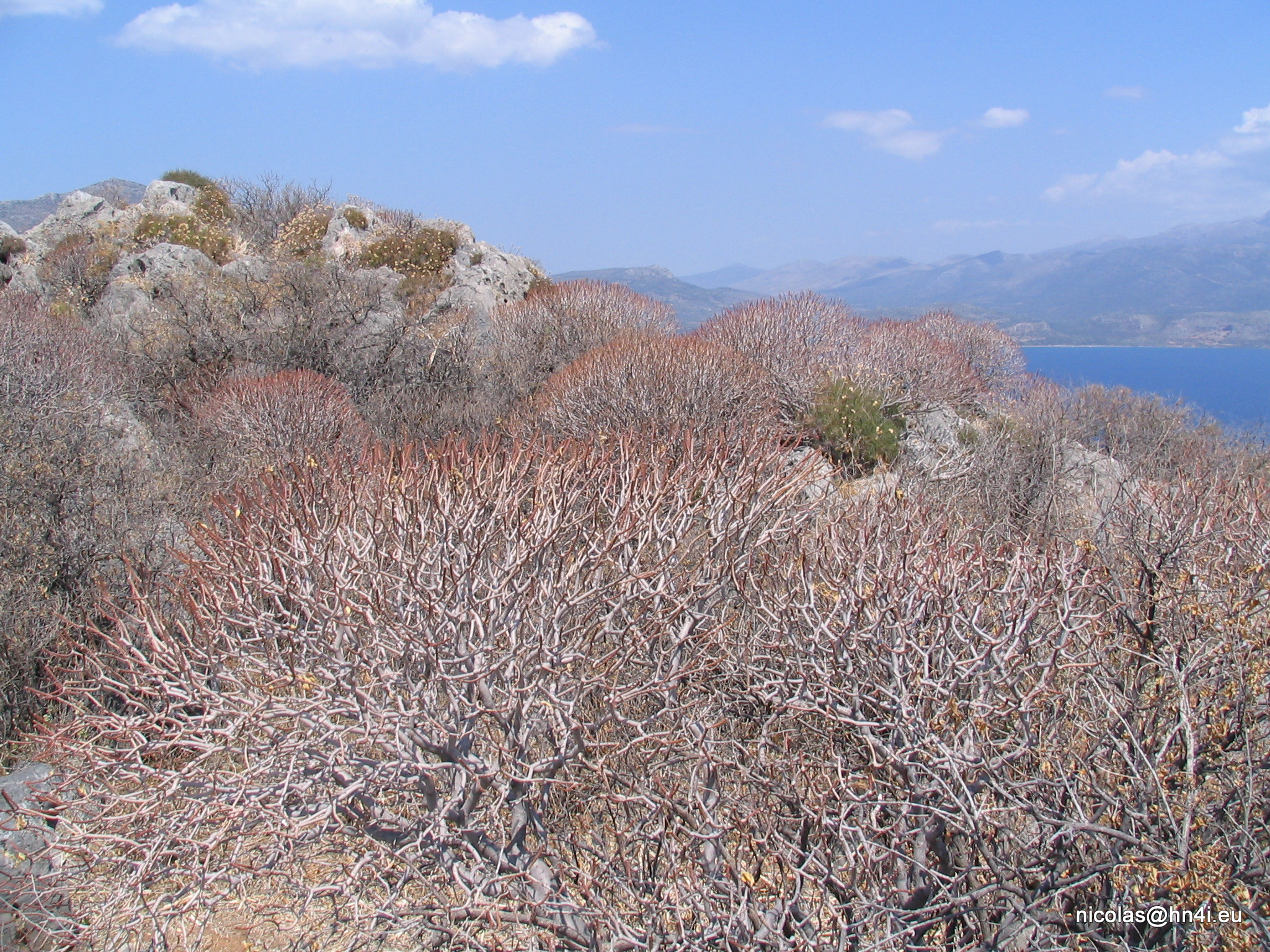
Habitus přes léto